# Queue de rat (coiffure)
Pour les articles homonymes, voir Queue de rat.

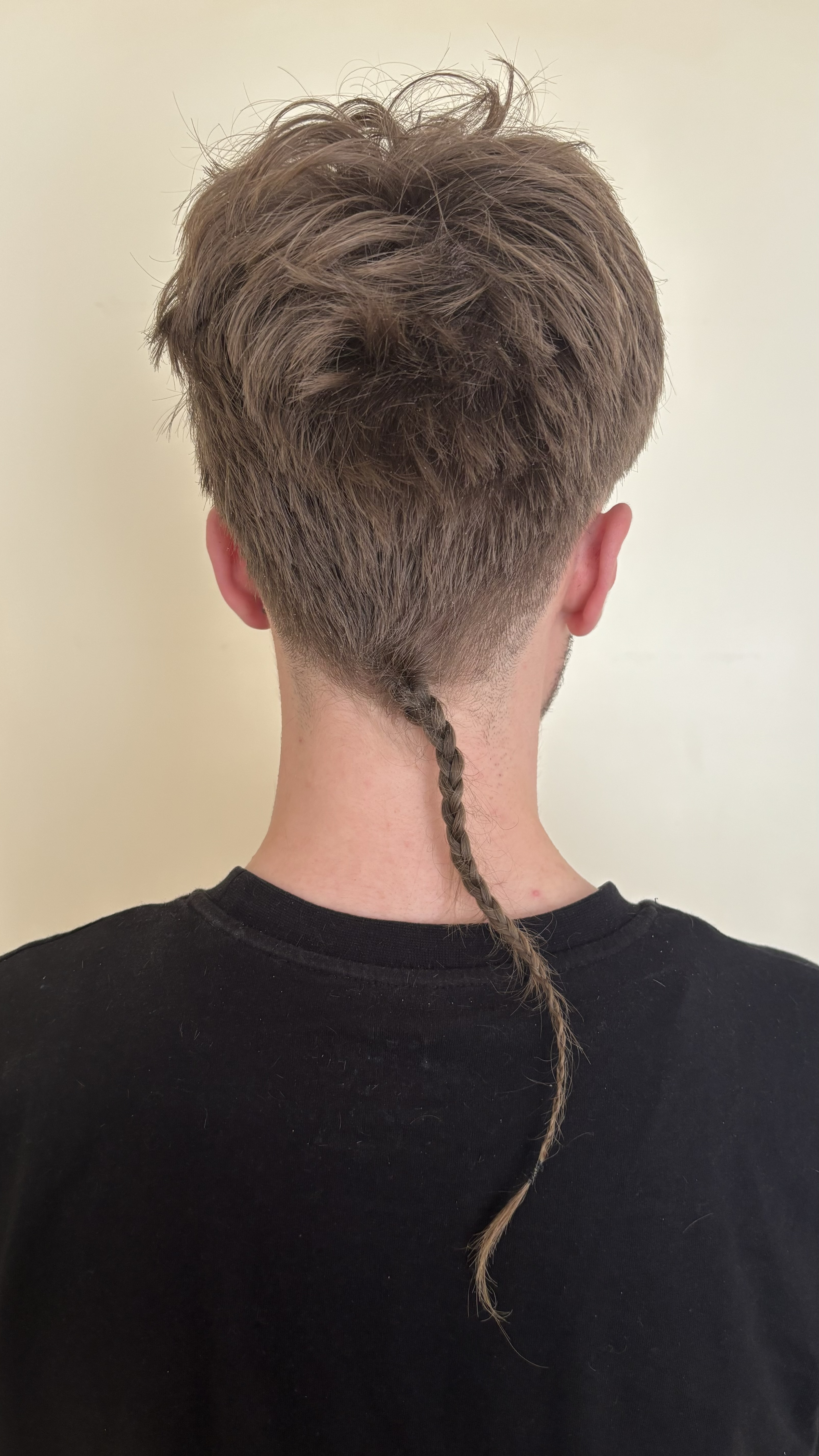
Queue de rat.

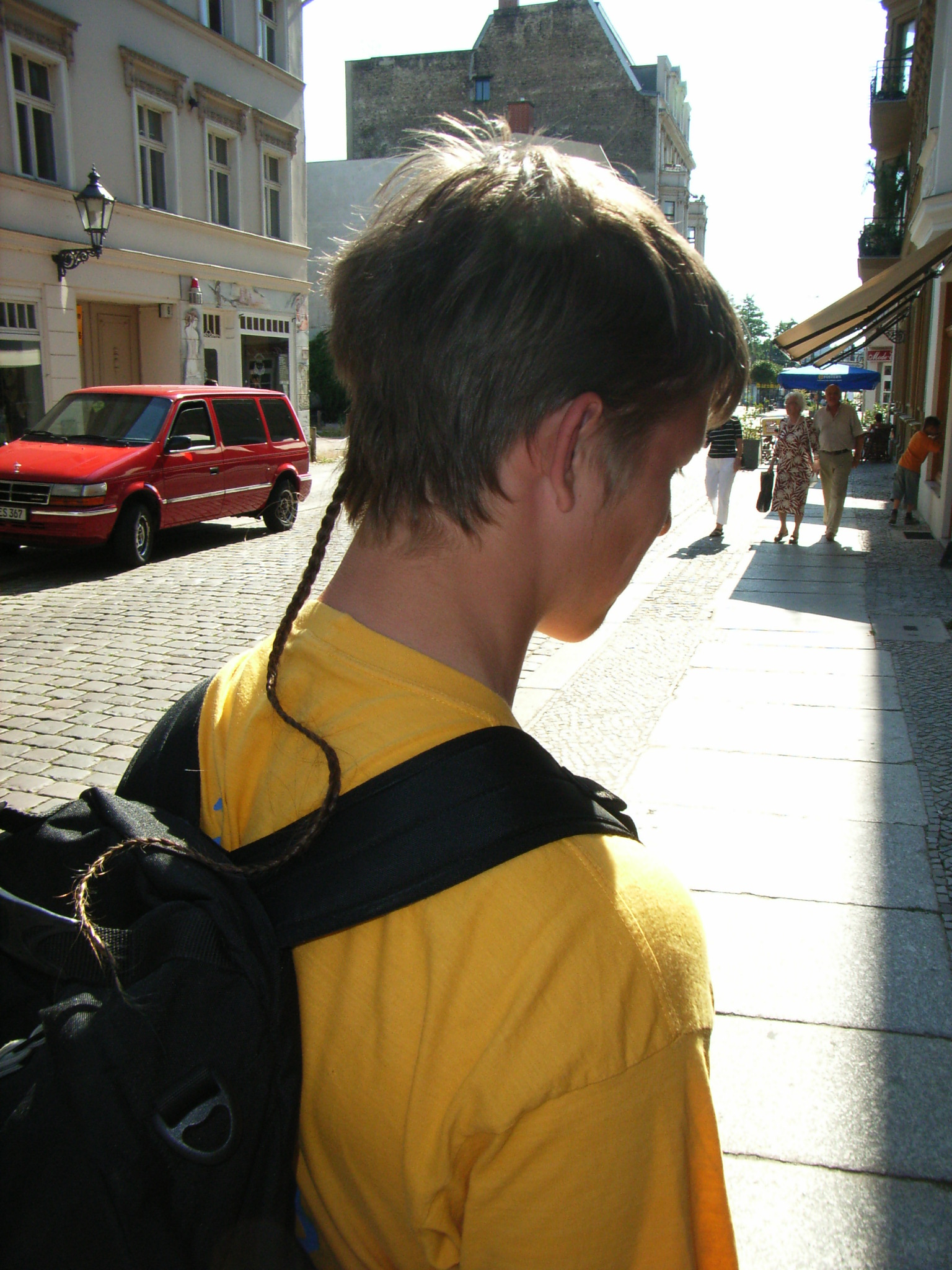
Une queue de rat.

Le terme queue de rat, aussi orthographié queue-de-rat, désigne une coiffure très populaire durant les années 1990, encore visible de nos jours surtout aux États-Unis, en Allemagne et en Espagne. Autrefois, on nommait ainsi les formes fines que prenaient parfois la terminaison, sur la nuque, des perruques Louis XV.

## Usage
Les cheveux sont relativement courts partout, à l'exception d'une mèche de cheveux plus longue à l’arrière du crâne. La queue de rat  boucle naturellement, elle peut être portée teinte, tressée où sous forme de dreadlocks, d’autre part certains individus choisissent de porter plusieurs mèches distinctes. La queue de rat peut être aussi composée d’une bande de longs cheveux entre le haut du crâne et la nuque. La largeur de la queue de rat est variable selon les individus, c’est ainsi que parfois on peut confondre une queue de rat et une nuque longue.
La queue de rat peut être portée par les hommes comme par les femmes. Les queues de rat sont très majoritairement portées par des personnes de sexe masculin et plus particulièrement par des enfants et des adolescents. Les queues de rat portées par les femmes sont souvent fines et longues et commencent au niveau de la nuque, sinon elles sont semblables à une nuque longue.

## Dans la culture
Au cinéma, Eddie Murphy porte une queue de rat dans Un prince à New York et les padawans en portent dans Star Wars par exemple. On retrouve aussi des exemples de queues de rat dans les mangas comme Dr. Tofu dans Ranma 1/2 et Masaharu Niou dans Le Prince du tennis.